# 美军亵渎古兰经事件
美军褻瀆古蘭經事件，是發生於2005年的一系列美国军队人员褻瀆《古蘭經》的事件的總稱，事件的曝光引发伊斯兰世界广泛的抗议，也招致世界对美国政府压制新闻自由的批评。

## 事件发生
据报道，事件发生在美军关塔那摩湾拘押中心，有美军人员为逼供而采用污辱《古兰经》的行为。

## 事件曝光
2005年5月9日一期的《新聞週刊》披露了美軍在關塔那摩基地中為了迫使嫌疑犯招供，將《古蘭經》沖入抽水馬桶的事件。由於曾有嫌疑犯提出類似指控，此文一經刊發便在廣大穆斯林中引發了強大的反美情緒，阿富汗、巴基斯坦等地接連爆發大規模示威活動，抗議美軍褻瀆《古蘭經》，活動中已有多人死亡。事後，《新聞週刊》迫於各界強大壓力，做出了「此文可能不屬實」的聲明，並收回原文。5月18日，白宮更公開批評，這一報道嚴重損害了美國的國際形象。

## 军方调查
6月3日，美军公布了五起士兵粗暴对待古兰经的事件：包括一名士兵故意脚踢古兰经；審問官脚踩古兰经；一位看守通过排气管撒尿，溅到一名囚犯和其古兰经上；看守投掷水气球，弄湿多本古兰经；以及在一本古兰经内页用英语书写一个淫秽词等。白宫和五角大楼事後对此报道刻意避免张扬。但是，外界批评，美军自己调查自己的行为显然存在包庇。鉴于此前美军否认事件并施压新闻媒体收回报道，美军可能只是对其行為轻描淡写。

## 事件影响
亵渎古兰经事件被曝光後，美国政府和军方曾对新闻媒体施压，導致部分新闻媒体承认报道失实。此一行为招致对美国政府新闻封锁之批评。此事件还在穆斯林国家中引發了強大的反美情緒，阿富汗、巴基斯坦等地并接連爆發大規模示威活動，抗議美軍褻瀆《古蘭經》，活動中有多人死亡。